# Peter Leone
Peter Leone (1 de agosto de 1960) é um ginete estadunidense, especialista em saltos, medalhista olímpico. 

## Carreira
Peter Leone representou seu país nos Jogos Olímpicos de 1996 na qual conquistou a medalha de prata nos salto por equipes em 1996.